# VV Velox in het seizoen 1962/63
Het seizoen 1962/1963 was het vierde jaar in het bestaan van de Utrechtse betaaldvoetbalclub Velox. De club kwam uit in de Eerste divisie en eindigde daarin op de vijfde plaats. Tevens deed de club mee aan het toernooi om de KNVB Beker, hierin werd in de tweede ronde verloren van NOAD (1–2).

## Wedstrijdstatistieken

### Eerste divisie
|       | DHC   | DWS   | Eindhoven | Elinkwijk | Enschedese Boys | Excelsior | Fortuna | Go Ahead | Limburgia | RBC   | Roda JC | SHS   | Sittardia | Veendam | VVV   |
| ----- | ----- | ----- | --------- | --------- | --------------- | --------- | ------- | -------- | --------- | ----- | ------- | ----- | --------- | ------- | ----- |
| Thuis | 2 – 2 | 3 – 0 | 5 – 1     | 1 – 0     | 1 – 1           | 2 – 0     | 2 – 1   | 4 – 1    | 2 – 2     | 6 – 0 | 2 – 2   | 6 – 1 | 2 – 1     | 4 – 4   | 1 – 0 |
| Uit   | 3 – 1 | 1 – 1 | 4 – 1     | 3 – 7     | 7 – 4           | 3 – 2     | 1 – 1   | 3 – 3    | 4 – 3     | 8 – 1 | 0 – 2   | 2 – 0 | 0 – 2     | 2 – 1   | 1 – 2 |

### KNVB Beker
| 2e ronde                                 | Velox            | 1 – 2 (0 – 1) | NOAD                 |
| 20 maart 1963 Plaats: Utrecht Koningsweg | Ben Sneijder 58' |               | 13', 84' Theo Netten |

## Statistieken Velox 1962/1963

### Eindstand Velox in de Nederlandse Eerste divisie 1962 / 1963
| Stand | Gespeeld | Gewonnen | Gelijk | Verloren | Punten | Doelpunten voor | Doelpunten tegen |
| ----- | -------- | -------- | ------ | -------- | ------ | --------------- | ---------------- |
| 5e    | 30       | 14       | 8      | 8        | 36     | 74              | 58               |

### Topscorers
| #      | Naam                 | Goal |
| ------ | -------------------- | ---- |
| 1.     | Frans Geurtsen       | 20   |
| 2.     | Leen Morelissen      | 13   |
| 3.     | Ben Aarts            | 11   |
| 3.     | Ben Sneijder         | 11   |
| 5.     | Willem van Hanegem   | 9    |
| 6.     | Willem van Arnhem    | 5    |
| 7.     | Gijs Uittenbosch     | 3    |
| 8.     | Jan Huberts          | 1    |
| 8.     | Hennie van de Plaats | 1    |
| Totaal | Totaal               | 74   |

| #      | Naam         | Goal |
| ------ | ------------ | ---- |
| 1.     | Ben Sneijder | 1    |
| Totaal | Totaal       | 1    |

## Voetnoten
DHC ·
DWS ·
Elinkwijk ·
Enschedese Boys ·
Eindhoven ·
Excelsior ·
Fortuna ·
Go Ahead ·
Limburgia ·
RBC ·
Roda JC ·
SHS ·
Sittardia ·
Veendam ·
Velox ·
VVV